# Holmtjärnen (Frostvikens socken, Jämtland, 714506-145009)
Holmtjärnen är en sjö i Strömsunds kommun i Jämtland och ingår i Ångermanälvens huvudavrinningsområde.